# Донской вестник
«Донско́й ве́стник» — газета, выходившая в Новочеркасске с 1866 по 1869 год.

## История
Газета «Донской вестник» выходила в Новочеркасске еженедельно в 1866—1869 году.
Издавал и редактировал газету бывший студент Харьковского университета Алексей Карасев.
«Донской вестник» представлял из себя либеральную газету, освещавшую жизнь Донского края. Печатались статьи и материалы по истории Войска Донского. Доказывалась необходимость развития каменноугольной промышленности и промыслов на юге России, расширения торговли. Газета публиковала заметки о борьбе бедного казачества за землю и высказывалась за уравнительный раздел земель, разоблачала взяточничество станичных атаманов, судей, чиновников, осуждала войсковое начальство за грубое обращение крестьянами.
При чётных номерах выпускалось приложение «Историческое описание земли Войска Донского».